# Ronnie Hickman
Ronnie Hickman Jr. (New York, 11 ottobre 2001) è un giocatore di football americano statunitense che milita nel ruolo di safety per i Cleveland Browns della National Football League (NFL).

## Carriera

### Cleveland Browns
Al college Hickman giocò a football a Ohio State. Dopo non essere stato scelto nel Draft firmò con i Cleveland Browns il 12 maggio 2023. Il 29 agosto fu annunciato che era riuscito a entrare nei 53 uomini del sport per l’inizio della stagione regolare. Nella vittoria del penultimo turno contro i New York Jets fece registrare il suo primo intercetto ai danni del quarterback Trevor Siemian, ritornando il pallone per 30 yard in touchdown. La sua prima stagione si chiuse con 25 tackle, un intercetto e 3 passaggi deviati in 10 partite, 4 delle quali come titolare.